# José Eduardo Neri Rodríguez
José Eduardo Neri Rodríguez es un político y Diplomático Mexiquense, ha trabajado en las tres instancias de Gobierno. Fue Presidente Municipal de Capulhuac, Estado de México, actualmente por segunda ocasión 2017 y 2023 registrado como precandidato a la elección de Gobernador del Estado de México por el Partido de la Revolución Democrática.
Cónsul de México en Miami florida 
Cónsul de México en Austin Texas.

## Escolaridad
Neri es Licenciado en Filosofía por la Universidad Pontificia de México y Licenciado en Derecho por la Universidad Isidro Fabela. Tiene un doctorado honoris causa por el Instituto Mexicano de Líderes de Excelencia.

## Servicio público
Fue coordinador de Protocolo en la LV Legislatura del Congreso del Estado de México (2003-2006). Se desempeñó como secretario técnico del Ayuntamiento de Toluca. Fue director de Trabajo y Previsión Social del Gobierno del Estado de México.
Previo a su elección fue candidato a diputado y también a presidente municipal.

## Presidente municipal de Capulhuac
Los últimos meses de su predecesora en el cargo se vio envuelta en problemas legales, debido al endeudamiento del municipio. Incluso fue procesada bajo el delito de usurpación de funciones Esta situación creó un clima difícil en las elecciones.
La elección de Neri como presidente municipal no fue bien recibida por los partidarios de sus adversarios, por lo que el presidente electo optó por suspender los festejos de su triunfo y hacer un llamado a la unidad
Durante su gestión Capulhuac pasó del sitio 21 al 102 en la lista de los Municipios con mayor nivel de inseguridad en el Estado de México.
En 2016 Neri se sometió a una evaluación ciudadana mediante el reparto de 1500 cuestionarios aleatorios entre la población de Capulhuac que se llevó a cabo del 25 al 31 de octubre.
En enero de 2017 pidió licencia de su cargo para registrarse como aspirante a la candidatura al Gobierno del Estado por parte del Partido de la Revolución Democrática, compitiendo con Alejandro Encinas.